# Place du Père Jan Skarbek
Place du Père Jan Skarbek (polonais: Plac księdza Jana Skarbka) – une place de la vieille ville d'Oświęcim. La place est située dans la rue Kościelna. La rue Berka Joselewicza (anciennement rue Żydowska) mène également à la place.

## Disposition et bâtiments
La place jouxte la rue Kościelna d'un côté et est entourée de bâtiments urbains, qui comprennent la synagogue d'avant-guerre, la maison attenante d'avant-guerre Kornreich et Dattner, la maison Kluger et les bâtiments d'après-guerre des deux côtés de la place. Au centre de la place se trouve un puits de ville historique protégé et restauré, dévoilé lors de travaux de rénovation en 2009.

### Synagogue Chevra Lomdej Michnajot

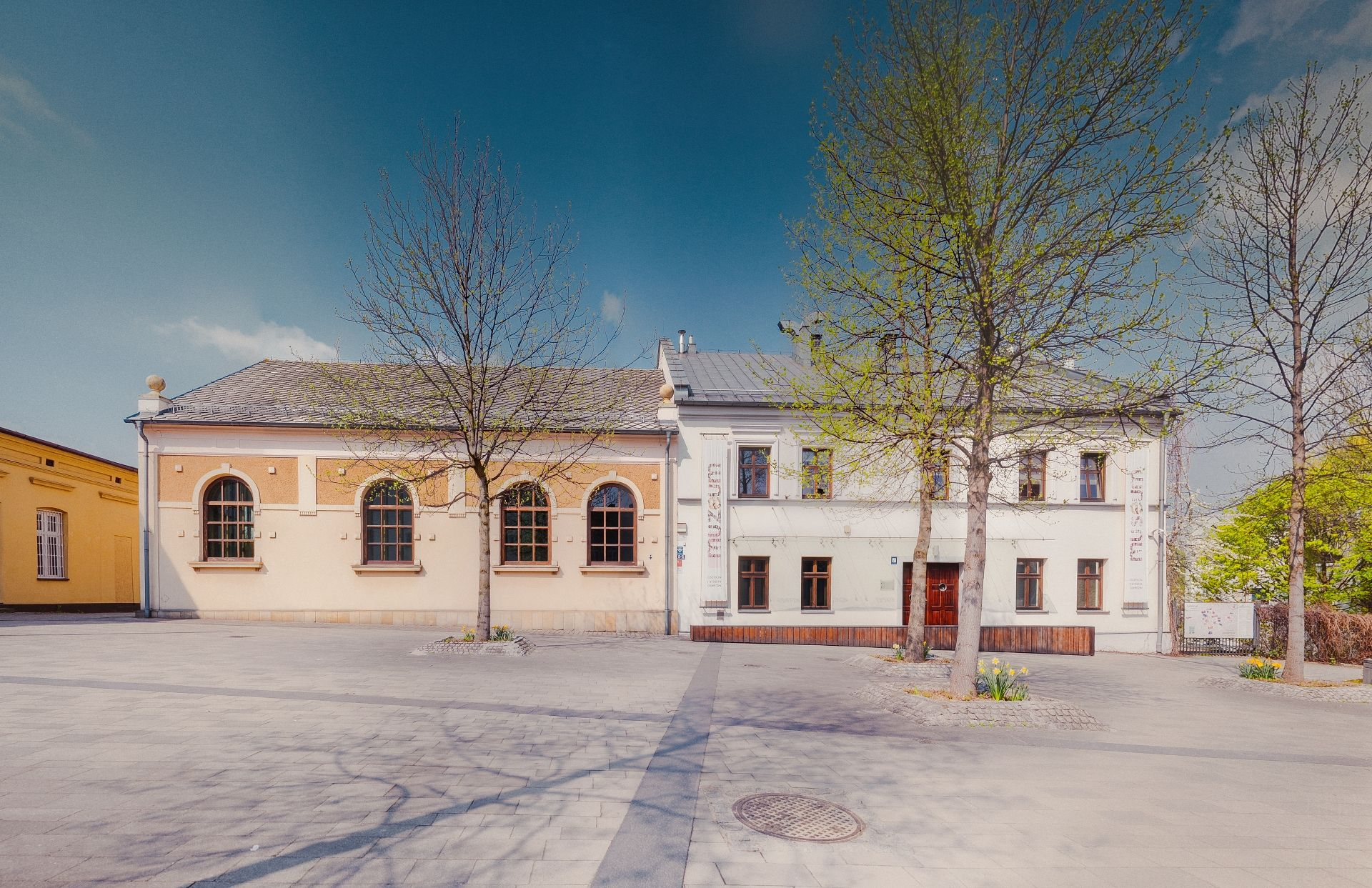
La synagogue et la maison des Kornreichs et Dattners

Dans les années 1928-1930, le bâtiment de la synagogue Chevra Lomdei Mishnayot a été construit - actuellement la seule synagogue survivante à Oświęcim. La synagogue a fonctionné jusqu'à l'entrée de l'armée allemande à Oświęcim en 1939. Pendant la Seconde Guerre mondiale, les occupants ont dévasté l'intérieur de la synagogue et l'ont aménagé en entrepôt de munitions. Après l'entrée des troupes soviétiques à Oświęcim, la synagogue a repris sa fonction d'origine et a servi la petite communauté juive. En 1955, presque tous les Juifs avaient quitté la ville. En 1977, le bâtiment de la synagogue a été repris par le Trésor public. En 1998, la synagogue a été restituée à la communauté juive de Bielsko-Biała puis, en juin 1998, elle a été transférée à la Fondation du Centre juif d'Auschwitz. Dans les années 1999-2000 la synagogue a été rénovée. Grâce à lui, la synagogue a retrouvé son aspect d'antan. 

### Maison des Kornreich et des Dattner
La maison de la famille Kornreich et Dattner jouxte le bâtiment de la synagogue. Avant la Seconde Guerre mondiale, quatre familles vivaient dans ce bâtiment, dont la famille juive des Kornreich et des Dattner. Depuis 2000, ce bâtiment, avec la synagogue adjacente et la maison de la famille Kluger, est le siège du Centre juif d'Oświęcim. Une exposition permanente est présentée dans le bâtiment Kornreich. 

### Maison des Klugers
Le bâtiment situé aujourd'hui à l'arrière de la synagogue a probablement été construit au tournant des XIXe et XXe siècles. En 1928, il devint la propriété de Ber Teichman et de sa fille, Fryda Kleuger née Teichman. Simcha et Frida Kleuger, ainsi que leurs six enfants, sont morts pendant l'Holocauste. Seuls Szymon, Moshe et Bronia ont survécu. Shimson Kleuger, en tant que seul des trois frères et sœurs, est revenu dans les années 1960. Il a déménagé à Oświęcim dans les années 1920 et a déménagé dans sa maison familiale. Shimson était le dernier résident juif d'Oświęcim. Actuellement, la maison Kleuger abrite le café-musée Café Bergson et les espaces éducatifs du Centre juif d'Oświęcim.

#### Bien
Au centre de la place, il y a des reliques préservées du puits historique de la ville, dévoilées lors des travaux de rénovation en 2009.

#### Affichage
Il y a une exposition sur la place qui ressemble à l'exposition principale du Musée juif d'Oświęcim. Sa forme triangulaire fait référence aux bras déchirés de l'étoile de David, indiquant les directions d'émigration des habitants juifs d'Oświęcim. L'intérieur de l'exposition contient des dessins, des photographies et des textes liés au récit de l'exposition principale. Le présentoir est visible du côté de la rue Kościelna et de la place du marché principal, et le sommet montre l'entrée du musée juif.

## Mécène
Le patron actuel de la place est le père Jan Skarbek - un prêtre catholique romain né en 1885, curé, chroniqueur et citoyen d'honneur d'Oświęcim - il a reçu ce titre des autorités de la ville en 1934. Le père Skarbek était connu, entre autres, sur la culture des relations interreligieuses à Oświęcim et le maintien de relations amicales avec le dernier rabbin d'Oświęcim, Elyahu Bombach.

## Objets
- Centre juif d'Oświęcim
- Synagogue Chewra Lomdei Michnajot